# Battleground (2014)
Battleground (2014) là một sự kiện đấu vật chuyên nghiệp được tổ chức bởi WWE. Sự kiện diễn ra vào ngày 20/7/2014 tại Tampa Bay Times Forum ở Tampa, Florida. Đây là lần thứ hai, Battleground được tổ chức sau lần đầu tiên vào năm 2013
Có 9 trận đấu đã được diễn ra. Đã có hai sự kiện chính xảy ra. Đầu tiên là Seth Rollins đã đánh bại Dean Ambrose bằng đòn khoá. Ambrose đã tấn công Rollins trong một đoạn hậu trường cho tới khi Triple H yêu cầu nhân viên an ninh can thiệp. Sự kiện thứ hai là John Cena đánh bại Roman Reigns, Kane và Randy Orton trong trận Fatal-4-way để bảo vệ đai WWE World Heavyweight Championship.

## Kết quả
| STT. | Kết quả | Chú thích                                                                    | Thời gian |
| --- | --- | ---------------------------------------------------------------------------- | --------- |
| 1† | Adam Rose (với Layla và Summer Rae) đã đánh bại Fandango                                                       | Trận đấu đơn                                                                 | 1:21      |
| 2† | Cameron đã đánh bại Naomi                                                                                      | Trận đấu đơn                                                                 | 3:21      |
| 3 | The Usos (Jimmy Uso và Jey Uso) (c) đã đánh bại The Wyatt Family (Erick Rowan và Luke Harper) 2 falls out of 1 | 2-out-of-3 falls tag team match tranh đai WWE Tag Team Championship          | 19:22     |
| 4 | AJ Lee (c) đã đánh bại Paige                                                                                   | Trận đấu đơn WWE Divas Championship                                          | 7:14      |
| 5 | Rusev (cùng Lana) đã đánh bại Jack Swagger (cùng Zeb Colter)                                                   | Trận đấu đơn                                                                 | 9:57      |
| 6 | Seth Rollins đã đánh bại Dean Ambrose                                                                          | Trận đấu đơn                                                                 | 00:00     |
| 7 | Chris Jericho đã đánh bại Bray Wyatt                                                                           | Trận đấu đơn                                                                 | 15:01     |
| 8 | The Miz thắng (Dolph Ziggler là người cuối cùng bị loại)                                                       | 19-man battle royal cho chiếc đai bỏ trống WWE Intercontinental Championship | 14:11     |
| 9 | John Cena (c) đã đánh bại Kane, Randy Orton và Roman Reigns                                                    | Fatal 4-way match cho chiếc đai WWE World Heavyweight Championship           | 18:15     |
| (c) – refers to the champion(s) heading into the match † – indicates the match took place on the pre-show | |                                                                              |           |